# Arvoredo
Arvoredo là một đô thị thuộc bang Santa Catarina, Brasil. Đô thị này có diện tích 90,709 km², dân số năm 2007 là 2193 người, mật độ 22,3 người/km².